# Кинолюбитель (фильм)
«Кинолюби́тель» (пол. Amator) — кинофильм польского режиссёра Кшиштофа Кесьлёвского, снятый в 1979 году по сценарию, написанному Кеслёвским совместно с исполнителем главной роли Ежи Штуром. Фильм, прославивший режиссёра на весь мир.

## Сюжет
Действие фильма происходит в рабочем пригороде Кракова. Главный персонаж фильма Филип приобретает 8-миллиметровую камеру, чтобы снимать свою маленькую дочку. Вместо этого он увлекается порученными ему партийным комитетом съёмками документальных фильмов. Результатами его кинематографических опытов становятся недовольство представителей власти и разлады в семье.
Сценаристы придумали оптимистичное завершение фильма — человек направляет на себя камеру и с этого мгновения всё начинается с самого начала, новая история, в которой ещё всё можно исправить.

## Актёры
| - Ежи Штур (пол. Jerzy Stuhr) — Филип - Малгожата Зомбковская (Malgorzata Ząbkowska) — Ирка - Ева Покас (Ewa Pokas) — Анна - Стефан Чижевский (Stefan Czyżewski) — директор - Ежи Новак (Jerzy Nowak) - Тадеуш Брадецкий (Tadeusz Bradecki) - Марек Литевка (Marek Litewka) - Богуслав Собчук (Bogusław Sobczuk) - Кшиштоф Занусси (Krzysztof Zanussi) - Анджей Юрга (Andrzej Jurga) - Алиция Беницевич (Alicja Bienicewicz) - Тадеуш Ржепка (Tadeusz Rzepka) - Александра Киселевская (Aleksandra Kisielewska) | - Влодзимеж Мачудзиньский (Wlodzimierz Maciudzinski) - Роман Станкевич (Roman Stankiewicz) - Антонина Барчевская (Antonina Barczewska) - Феликс Шайнерт (Feliks Szajnert) - Йоланта Бржезинская (Jolanta Brzezinska) - Тереса Шмигелювна (Teresa Szmigielówna) - Яцек Туралик (Jacek Turalik) - Анджей Вархал (Andrzej Warchał) - Данута Верциньская (Danuta Wiercińska) - Тадеуш Хук (Tadeusz Huk) - Тадеуш Соболевский (Tadeusz Sobolewski) - Кшиштоф Вежбицкий (Krzysztof Wierzbicki) |

## Награды
- 1979 год — на XI Московском международном кинофестивале:
  - Золотой приз
  - Приз международной ассоциации кинокритиков (ФИПРЕССИ)
- 1979 год — на Национальном Польском кинофестивале:
  - Приз «Золотой лев»
  - Лучший актёр (Ежи Штур)
- 1980 год — на Берлинском кинофестивале:
  - Приз имени Отто Дибелиуса международного евангелического жюри (программа «Форум»)